# Radzyń Chełmiński
Radzyń Chełmiński is een stad in het Poolse woiwodschap Koejavië-Pommeren, gelegen in de powiat Grudziądzki. De oppervlakte bedraagt 1,81 km², het inwonertal 1946 (2005).

## Verkeer en vervoer
- Station Radzyń Chełmiński